# Mühlengrabenbrücke
Die Mühlengrabenbrücke ist eine Brücke über den Kettwiger Mühlengraben, einen Nebenarm der Ruhr, in Kettwig, Essen.

## Bauwerk
Die Steinbogenbrücke stammt aus dem Jahre 1786. Sie hat in ihren drei Kreissegmentbögen Spannweiten von 8,02 bis 10,15 Metern, eine Gesamtlänge von rund 36 Metern und eine Breite von 3,8 Metern. Die 93 cm hohen, steinernen Brüstungen sind 50 cm breit. Die ehemalige Straßenbrücke wird heute als Fußgängerbrücke genutzt.

## Geschichte
Bereits 1282 wurde erstmals eine Holzbrücke über die Ruhr in Kettwig erwähnt, die etwa vierhundert Meter östlich der heutigen Stelle lag. Sie wurde im 15. oder 16. Jahrhundert durch eine Steinbrücke etwa an heutiger Stelle abgelöst, welche im Dreißigjährigen Krieg 1635 zerstört wurde. Danach entstand eine hölzerne Fußgängerbrücke über den Mühlengraben, wobei Fuhrwerke eine Furt benutzen mussten. Der Hauptarm der Ruhr wurde mit einer Fähre überquert. 
1786 ließ Bernhard II., Abt der Abtei Werden, die Holzbrücke durch die heutige Steinbrücke aus Ruhrsandstein-Bruchsteinen ersetzen, welche auch von Fuhrwerken befahren werden konnte. Das Wappen des Abtes ist über dem mittleren Brückenbogen dargestellt.
Vermutlich war die Mühlengrabenbrücke ursprünglich als Teil einer die ganze Flussbreite überspannenden Brücke geplant, kam aber nicht über die Ausführung vom Nordufer zur Insel zwischen Mühlengraben und Hauptarm der Ruhr hinaus. 1985 ist die Mühlengrabenbrücke unter Denkmalschutz gestellt worden.